# Nickel(II)-oxid
Nickel(II)-oxid ist eine chemische Verbindung des Metalls Nickel, die zur Gruppe der Oxide gehört.

## Vorkommen
Natürlich kommt Nickel(II)-oxid als Mineral Bunsenit vor.

## Gewinnung und Darstellung
Man erhält es durch starkes Kalzinieren des Nitrats (Ni(NO3)2) oder Carbonats (NiCO3) oder durch Oxidation von Rotnickelkies (NiAs) oder reinem Nickel an der Luft.

## Eigenschaften

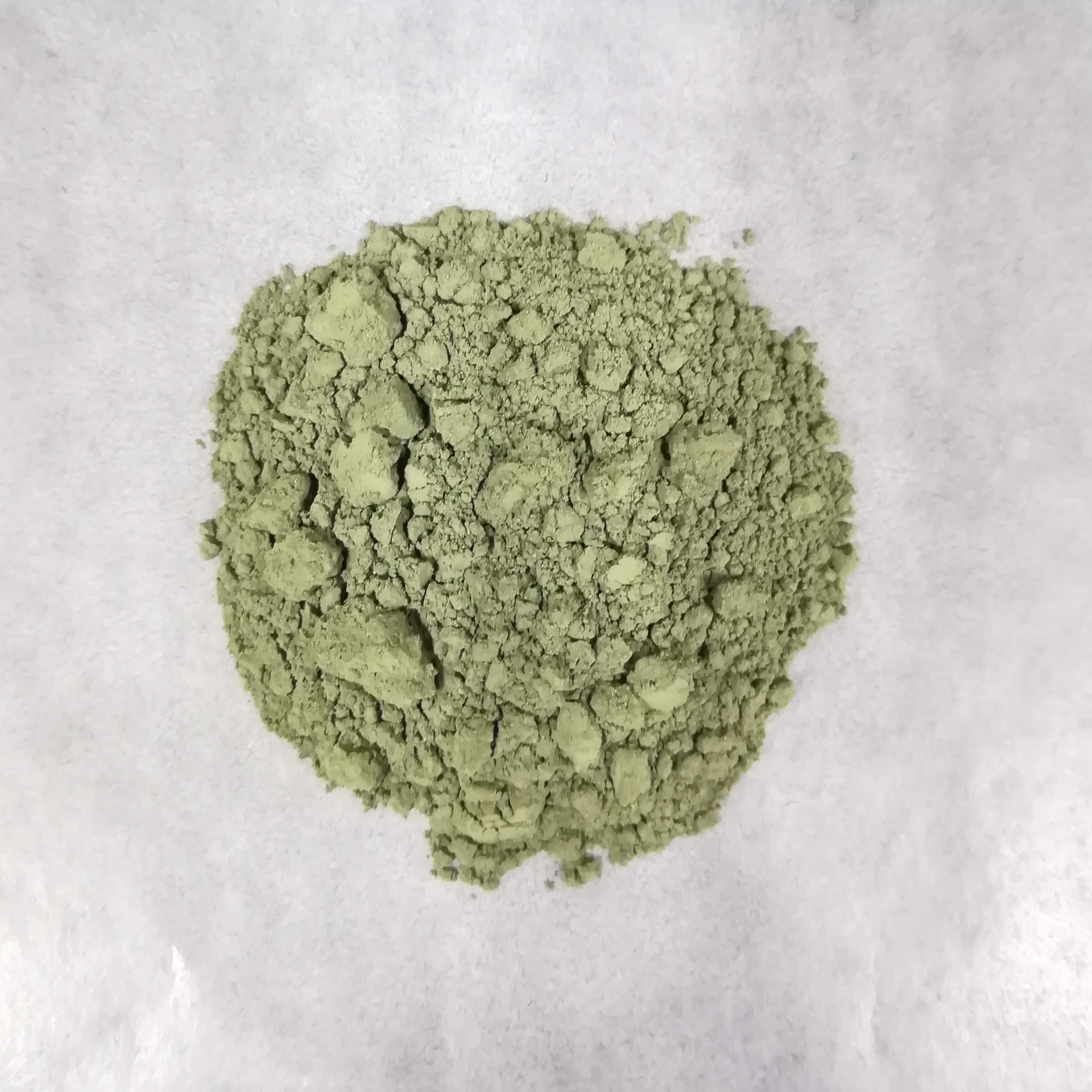
Durch höheren Sauerstoffgehalt grünlich gefärbtes Nickel(II)-oxid

Nickel(II)-oxid ist ein basisches Oxid. Es ist antiferromagnetisch und ist isotyp mit Natriumchlorid. Reinstes NiO ist hellgelb. Ein höherer Sauerstoffgehalt verleiht dem NiO eine grüne bis graugrüne Färbung. Dunklere bis schwarze Produkte enthalten zunehmend Ni3+. Das bei hohen Temperaturen gewonnene Nickel(II)-oxid ist in Säuren und Alkalien fast unlöslich; je niedriger die Darstellungstemperatur, umso löslicher ist es, besonders in heißer Salpetersäure und Ammoniakwasser.

## Verwendung
Nickel(II)-oxid wird zur Herstellung von Emaille (als Haftmittel), Keramik, Gläsern (als Färbemittel) und Elektroden (beispielsweise für Lithium-Ionen-Akkumulatoren) verwendet. Weiterhin dient es als Anodenmaterial in Brennstoffzellen. Außerdem wird es als Katalysator für die Hydrierung organischer Verbindungen genutzt. Weiterhin ist es ein Zwischenprodukt zur Herstellung von reinem Nickel (Reduktion mit Kohlenmonoxid).

## Sicherheitshinweise
Wie auch viele andere Nickelverbindungen wird Nickel(II)-oxid als krebserzeugend eingestuft.